# Левин, Маргарита
Маргарита Левин (род. 4 ноября 1945) — советский и израильский художник, преподаватель живописи.

## Биография
Левин жила в Москве, закончила художественно-графический факультет Московского полиграфического института. В 1964—1967 училась живописи в студии художника Владимира Вейсберга. Вступила в члены Московского Союза художников-графиков.
В 1990 году переехала в Израиль. Вступила в Союз художников в Тель-Авиве. Живёт и работает в Иерусалиме.
Выставляется в галереях, и участвует в выставках в Израиле, России, США, Канаде, Швеции, Бельгии, Франции, Англии, Германии.

## Рецензии и отзывы
Григорий Островский, доктор искусствоведения, профессор
В творческий мир Маргариты Левин войти трудно, но ещё труднее освободиться из под его магической власти, и это не в прямом или метафорическом, а в прямом и точном смысле понятия.
Её картины — не иллюстрации к тем или иным мистическим постулатам, но произведения живописи, возникшие в процессе глубоко эмоционального, художественного переживания бытия, и судить о них можно и должно по эстетическим критериям. Красота и гармония цвета, целостность выверенных логикой и безупречной интуицией композиций, противостояние и согласие форм, на первый взгляд отвеченных, но по сути исполненных большого символического значения, прорыв из «реальной» трехмерности в иное измерение безмерного пространства космоса — и всё это на высоком профессиональном уровне
Михаил Викторович Горе́лик, искусствовед
«В её картинах мир находится в непрерывном процессе творения, он как бы не утратил пуповины, связывающей его с Всевышним, не лишился радостной новизны. „И увидел Бог, что это хорошо“. И это „хорошо“ сияет во всех её работах».
Илья Абель, литератор
Фантазии в её исполнении романтичны, а рационализм проявляется, прежде всего, в чувстве меры, когда в большого размера изобразительных композициях нет лишнего не то, что мазка, касания кисти… Речь идет не о копиях и не о стилизаторстве, поскольку Маргарита Левин именно колоритом передает своё уважение и атмосферу произведений классиков мировой живописи… Остроумные и чуть парадоксальные в своей раскованности работы по мотивам «Алисы в стране чудес» возникли спонтанно… Здесь особенно заметна особенность живописного творчества Маргариты Левин — приближение к пророчеству ровно настолько, чтобы оно стало изображенным и выраженным красками и стихией сочетания мазков, энергией всех вихрей и пульсаций, которые видишь в её невероятно воодушевленных работах.

## Кредо художницы
«Основное в моей работе явить сокрытое в Творении, проявить Свет в этом мире, дать зрителю ощущение радости от красоты и осознания Мира.

Мы все совершаем здесь и сейчас свою уникальную работу, необходимую для воссоздания единой картины Мира».